# Wonokriyo
Wonokriyo is een bestuurslaag in het regentschap Kebumen van de provincie Midden-Java, Indonesië. Wonokriyo telt 6199 inwoners (volkstelling 2010).